# Flip, Flop and Fly
Singles de Big Joe Turner
Well All Right
(1954) Hide and Seek
(1955)
Flip, Flop and Fly est une chanson écrite par Jesse Stone (sous le pseudonyme de Charles E. Calhoun) et Big Joe Turner (crédité comme Lou Willie Turner) et originellement enregistrée par Big Joe Turner, qui l'a sortie en single sur le label Atlantic Records en 1955,,. 

## Style musical
Flip, Flop and Fly est musicalement similaire à une autre chanson de Big Joe Turner, Shake, Rattle and Roll (1954), qui suit la même structure simple couplet-refrain.

## Enregistrement
Big Toe Turner a enregistré cette chanson à New York le 28 janvier 1955. L'enregistrement a été produit (réalisé) par Ahmet Ertegun et Jerry Wexler.

## Reprises
La chanson a été reprise par de nombreux artistes, y compris Johnnie Ray (1955), Elvis Presley (1956), Bill Haley and His Comets (1968 et 1973), Jerry Lee Lewis (1965) et les Blues Brothers (1978).